# Bazna
Pour les articles homonymes, voir Bazna (homonymie).
Bazna (en allemand Baassen, Bossern, Brassen, Brossen, Oberbassen, en hongrois Bázna, Felsőbajom, Bajom) est une commune du județ de Sibiu en Transylvanie, Roumanie. La localité est située au nord du județ de Sibiu, près des frontières avec le județ d'Alba et le județ de Mureș. Elle se trouve à 18 km de Mediaș et à 22 km de Târnăveni. On y accède en prenant la DN14A jusqu'à la commune de Blăjel ; Bazna se trouve à 4 km de Blăjel.

## Histoire
Bien qu'on y a trouvé des traces d'habitation datant du Néolithique, Bazna n'a été mentionné dans les documents officiels qu'à partir de 1271 et encore d'une manière assez nébuleuse. Néanmoins, le 14 février 1302, le village a été donné par un noble saxon au Diocèse Catholique de Alba Iulia.

## Démographie
Au recensement de 1930, à Bazna vivaient 1 776 individus appartenant à plusieurs communautés ethniques, dont 1 149 allemands, 348 roumains, 238 roms, 38 hongrois, etc.. Du point de vue confessionnel, il y avait 1 141 luthériens (majoritairement allemands), 575 grec-catholiques (roumains et roms), 24 catholiques (majoritairement hongrois), 19 calvinistes (majoritairement hongrois), 12 orthodoxes (majoritairement roumains) et 5 unitariens (hongrois). Au recensement de 2002 on a enregistré 3 911 habitants, dont 2 576 roumains (majoritairement orthodoxes), 1 170 roms (majoritairement orthodoxes), 136 hongrois (protestants), 26 allemands (protestants).
Lors du recensement de 2011, 63,95 % de la population se déclarent roumains, 2,26 % comme hongrois, 25,45 % comme roms (4,48 % ne déclarent pas d'appartenance ethnique et 0,84 % déclarent appartenir à une autre ethnie).

## Politique
| Identité                   | Période           | Période           | Durée              |
| Identité                   | Début             | Fin               | Durée              |
| -------------------------- | ----------------- | ----------------- | ------------------ |
| Lucian Gligor Scumpu (d),  | 2008              | 1er novembre 2024 | 16 ans             |
| Octavian-Alin Limbășan (d) | 1er novembre 2024 | En cours          | 4 mois et 13 jours |

| Parti | Parti                                      | Sièges |
| ----- | ------------------------------------------ | ------ |
|       | Parti national libéral (PNL)               | 7      |
|       | Parti social-démocrate (PSD)               | 5      |
|       | Alliance des libéraux et démocrates (ALDE) | 1      |

## Tourisme

### Église fortifiée
L'Église évangélique a été érigée au cours de la deuxième moitié du XIVe siècle, alors que les travaux de fortification ont été faits au XVe siècle. La double enceinte, d'une hauteur de 7 à 8 mètres, avait initialement 3 tours. À la fin du XIXe siècle on a réduit la hauteur des murs à 2-3 mètres.

### Station balnéaire
La valeur curative des sources minérales de Bazna était connue dès le XVIIIe siècle. Andreas Gaspari y consacra des études de 1762 à 1779. En 1814, L'Église Évangélique-Luthérienne de Bazna y établit une station balnéaire. À partir de 1843, les bains ont été exploités d'une manière systématique. En 1949 les Bains de Bazna ont passé sous l'administration du Ministère de la Santé, en devenant une station balnéaire à caractère permanent.